# Бельфорский лев
Бельфо́рский лев (фр. Lion de Belfort) — монументальная каменная скульптура длиной в 22 метра и высотой 11 метров, являющаяся символом французского города Бельфор. Лев призван напоминать о сопротивлении Бельфора под руководством капитана Пьера Данфер-Рошро во время осады города во Франко-прусской войне 1870—1871. Лев на холме возле Бельфорской крепости был создан скульптором Фредериком Огюстом Бартольди из красного песчаника. По изначальному плану лев должен был взирать в сторону врага, однако в результате немецких протестов эти планы были отброшены и лев был построен устремлённым на запад. Сооружение скульптуры длилось с 1872 по сентябрь 1879. Из-за разногласий между скульптором и мэрией города Бельфор официальное открытие памятника не состоялось. 28 августа 1880 Бартольди профинансировал и провёл праздничное освящение своей работы. С 20 апреля 1930 Бельфорский лев возведён в разряд «исторического монумента» (monument historique) и соответственно охраняется государством.

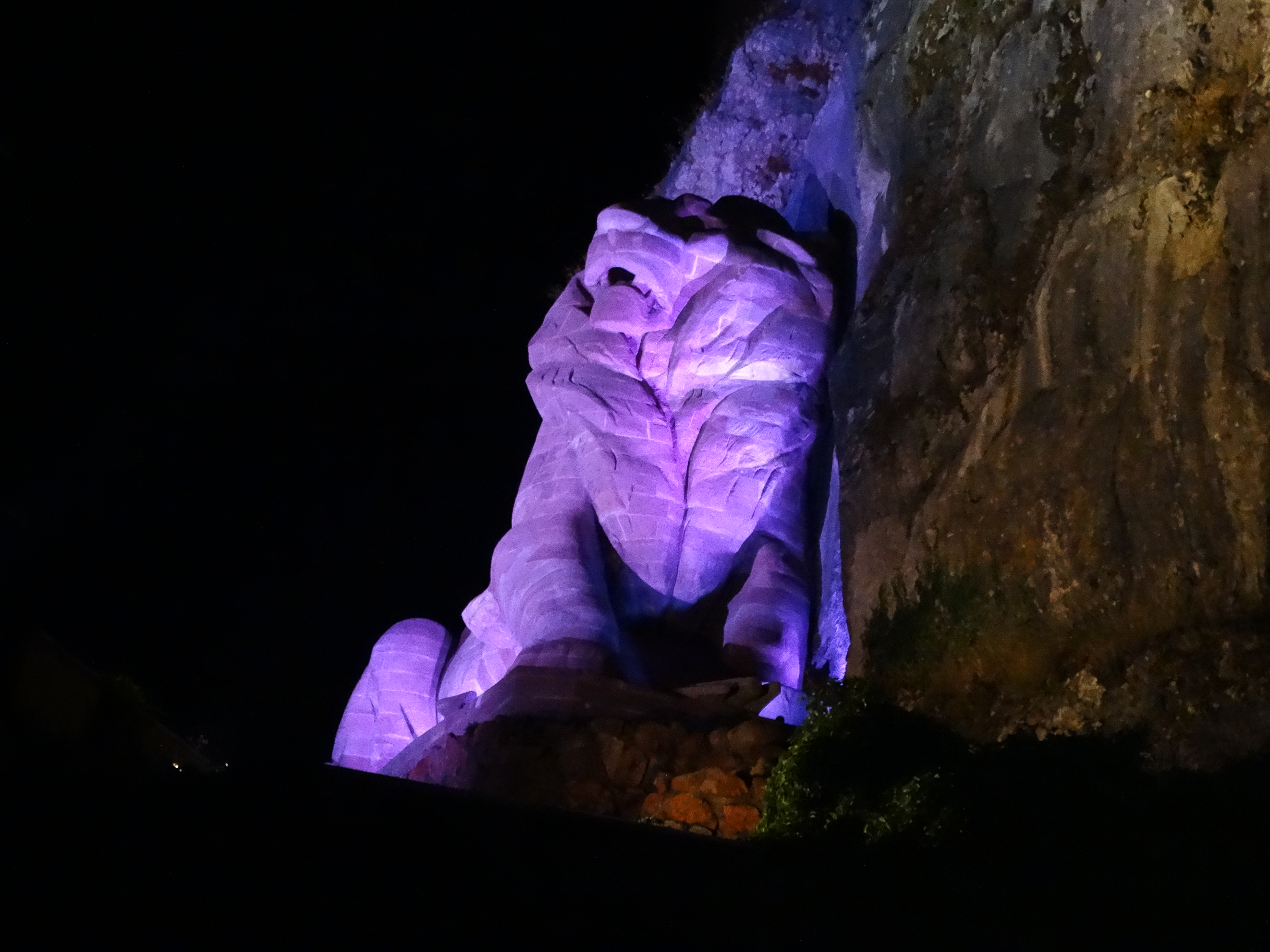
Бельфортский лев ночью

## Другие «Бельфорские львы»

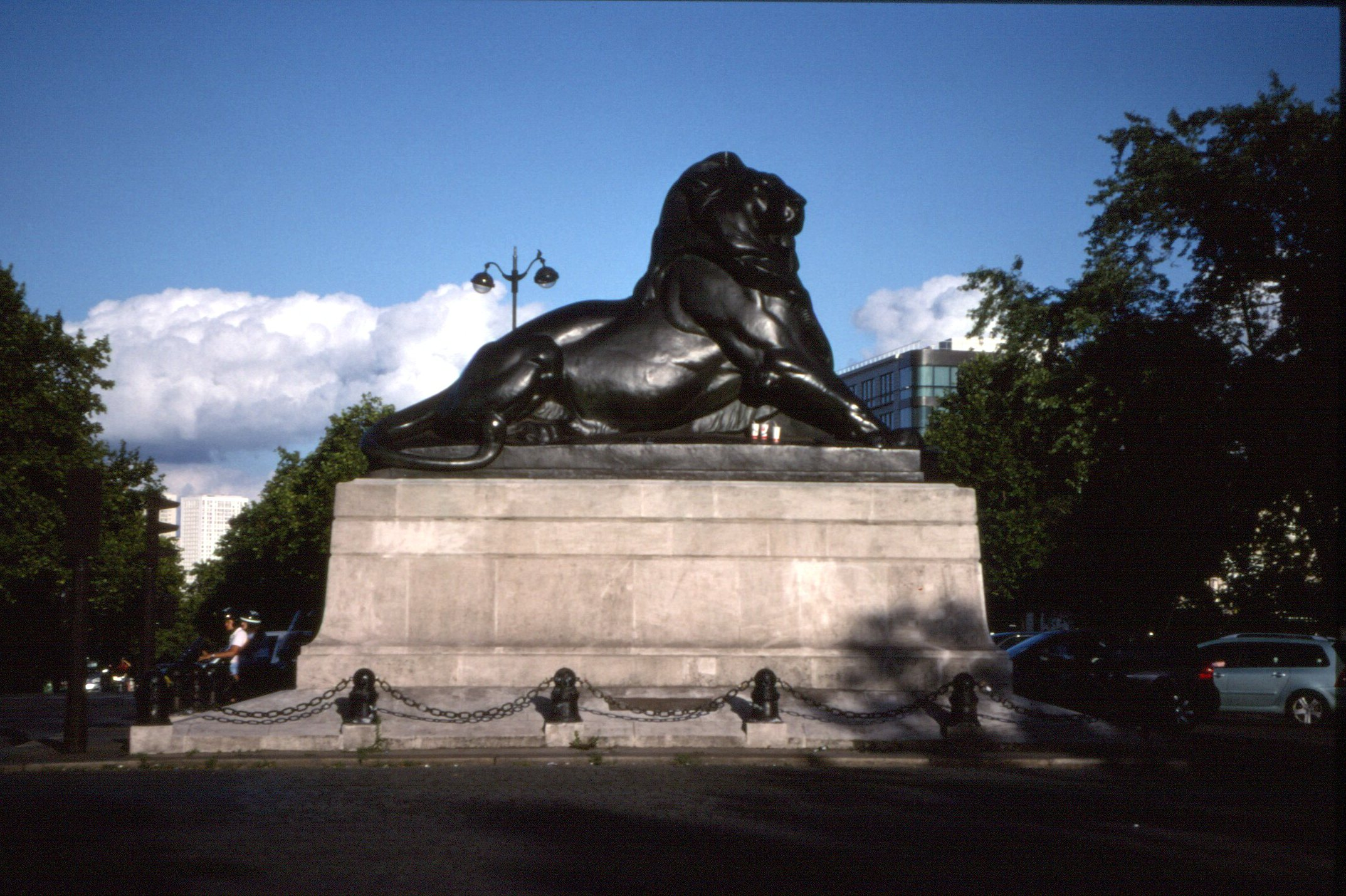
Бельфорский лев на площади Данфер-Рошро в Париже

Другая авторская версия памятника установлена в Париже в центре площади Данфер-Рошро, а ещё одна находится в Ботаническом саду Монреаля. Прозвищем «Бельфорский лев» также иногда называют самого полковника Данфер-Рошро.